# Distretto di Batman
Il distretto di Batman (in turco Batman ilçesi) è uno dei distretti della provincia di Batman, in Turchia.
| Controllo di autorità | VIAF (EN) 127027326 · LCCN (EN) no2005046935 · J9U (EN, HE) 987007487116605171 |